# Château Ruffo de Scilla
Le château Ruffo de Scilla (en italien : Castello Ruffo di Scilla ou Castillo Ruffo di Calabria) fait partie des principales fortifications de Reggio de Calabre, dans la ville métropolitaine de Reggio de Calabre en Calabre,.
C'est une ancienne forteresse située sur le promontoire de Scilla, s'avançant sur le détroit de Messine. Le château constitue le genius loci de la ville de Scilla, à environ 20 km au nord de Reggio de Calabre, et certainement l'un des éléments les plus caractéristiques et typiques du paysage du détroit et de la région de Reggio de Calabre. Le château abrite également l'un des phares de la Marina Militare, le phare de Scilla.

## Historique

### Époque grande-Grèce et Rome antique
La première fortification du promontoire de Scylla remonte au début du Ve siècle av. J.-C. lorsque, sous la tyrannie d'Anaxilas II, la ville de Reggio acquit une importance considérable, lui permettant d'entraver la montée des puissances rivales pendant plus de deux siècles. En effet, en 493 av. J.-C., le tyran, pour mettre fin aux incursions des pirates étrusques qui y disposaient d'une base sûre pour leurs incursions, après les avoir vaincus avec le déploiement d'une armée notable, fit débuter des travaux de fortification sur le haut rocher. C'est devenu un avant-poste de contrôle important sur les routes maritimes.
Les travaux de fortification du haut rocher furent complétés par les tyrans ultérieurs de Reggio, souvent engagés dans des affrontements avec des pirates qui combattirent en utilisant le port fortifié spécialement construit dans les environs, vers Punta Pacì, dans un endroit inaccessible du côté opposé au rocher.
Rempart de la sécurité des habitants de Reggio, dotée d'un débarcadère, la fortification de Scilla revêt une importance fondamentale pour le succès de la guerre contre la piraterie, permettant aux tyrans de Reggio d'opposer une résistance valable pendant longtemps aux contre les attaques de nouveaux ennemis et contre les tentatives continues de vengeance des Tyrrhéniens vaincus.
La domination de Reggio sur ce lieu fut interrompue pendant seulement cinquante ans par Denys l'Ancien, tyran du Royaume de Syracuse, qui, en 390 av. J.-C., s'empara de la forteresse après un long siège. Dans les cinquante années qui s'écoulèrent entre la destruction opérée par Denys et la reconquête de l'indépendance favorisée par Timoléon de Corinthe, qui renversa le pouvoir tyrannique de Syracuse (340 av. J.-C.), les Tyrrhéniens réoccupèrent la forteresse. Une fois la normalité revenue, Scylla retourna sur l'orbite de Reggio.
La falaise devint peu à peu une véritable forteresse, à tel point qu'au IIIe siècle av. J.-C. la fortification des habitants de Reggio, alliés des Romains, résista valablement aux alliés puniques des Bruttiens.
Par la suite, Auguste, une fois débarrassé de son rival Pompée, ayant compris l'importance stratégique du promontoire de Scylla qui lui avait offert un refuge approprié, décréta qu'elle devait être davantage fortifiée. En fait, Pline l'Ancien cite Scylla comme Oppidum Scyllaeum (Histoire naturelle, III, 76), et oppidum en latin est un terme utilisé pour désigner une grande colonie fortifiée.
Le géographe grec Strabon écrit à propos du Skyllaion (en grec Σκυλλαίον, le nom grec original du lieu) :

« Après le fleuve Metauro, il y a un autre Metauro ; vient ensuite le promontoire de Skyllaion, en position élevée, qui forme une péninsule avec un petit isthme accessible des deux côtés. Anasilas, tyran de Rhegion, la fortifia contre les Tyrrhéniens, en faisant une station navale ; a ainsi empêché les pirates de traverser le détroit : en effet, à proximité se trouve le promontoire de Caenys... qui est la dernière extrémité de l'Italie qui forme le détroit [...] »

— Strabon, Géographie, VI, 1, 5.

### Époque médiévale

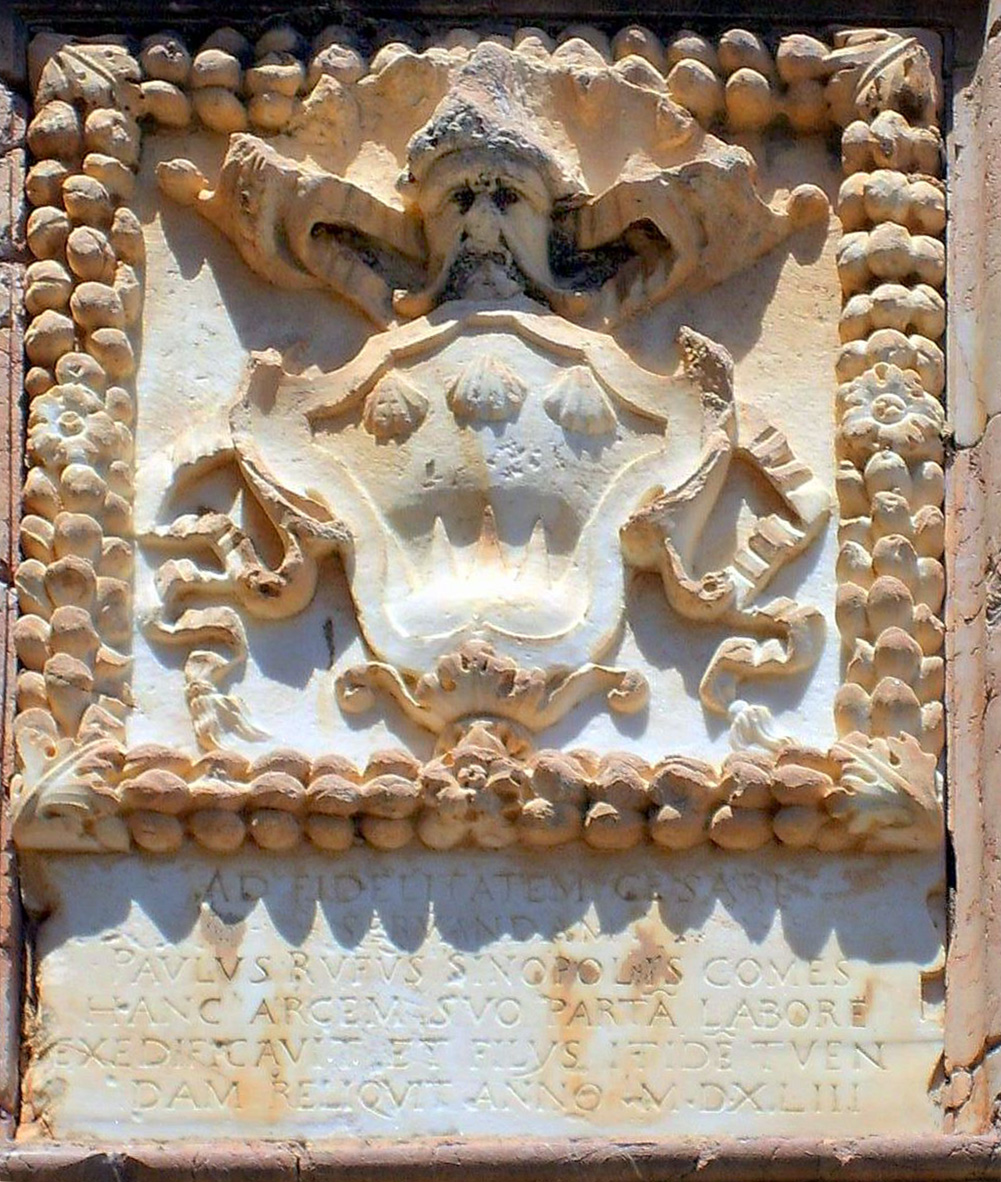
Les armoiries nobles de Ruffo et la plaque célébrant la restauration du château réalisée au XVIe siècle.

Certaines fouilles ont mis au jour des structures murales du monastère basilien de San Pancrazio, construit au milieu du IXe siècle pour se défendre contre les incursions des sarrasins.
En 1060, lors du siège de Reggio par les Normands de Roger Ier de Sicile et Robert Guiscard, le château de Scilla résista également longtemps et ne se rendit que par famine. Robert Guiscard établit alors une garnison militaire sur la forteresse.
En 1255, sur ordre de Manfred de Sicile, Pietro Ier Ruffo de Calabre  fortifia encore la forteresse en y affectant une garnison, tandis qu'au XIIIe siècle le château fut encore fortifié par Charles Ier d'Anjou.
En 1469, le roi Ferdinand Ier de Naples concéda le château à Gutierre De Nava, chevalier castillan proche de la cour aragonaise et originaire d'Allemagne (dont descendent les De Navas de Reggio), qui fit réaliser de nouveaux travaux d'agrandissement et de restauration.
En 1543, le château fut acheté par Paolo Ruffo qui décida de restaurer le palais baronnial puisqu'en 1578 la Famille Ruffo di Calabria obtint le titre de prince.

### Époque moderne et contemporaine
Les Séismes de février et de mars 1783 en Calabre, qui endommagèrent toute la zone du détroit et une partie du sud de la Calabre, n'ont pas épargné le château de Scilla qui devint cependant propriété de l'État en 1808, et fut restauré en 1810.
Le terrible tremblement de terre de 1908 détruisit une grande partie de l'ancienne structure du château, tandis qu'en 1913 la partie supérieure fut fermée pour abriter le phare. Puis, pendant la période fasciste, certaines pièces furent divisées en appartements destinés aux employés et aux fonctionnaires, une utilisation qui contribua à endommager ce qui restait de la structure.
Au cours des trente dernières années, le château a été utilisé comme auberge de jeunesse, mais aujourd'hui, après une nouvelle restauration, il est destiné à devenir un centre culturel : il abrite le centre régional pour la récupération des centres historiques calabrais et accueille des expositions et des conférences.

## L'architecture

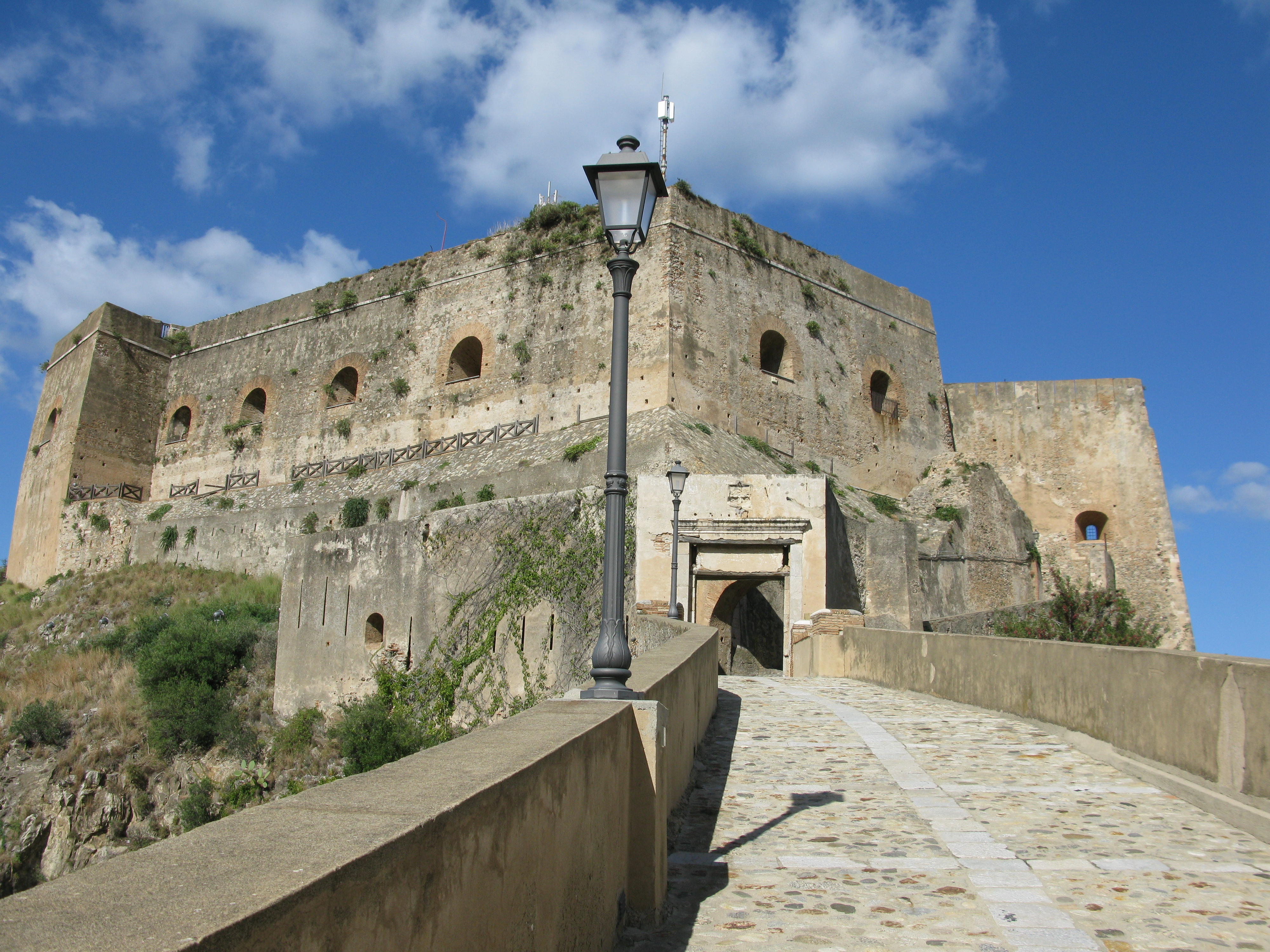
La forteresse.

### La forteresse
Le château de Scilla se dresse sur le promontoire qui sépare les deux plages de Marina Grande et Chianalea. L'édifice présente un plan irrégulier avec des parties datant d'époques différentes mais qui conservent globalement encore la configuration assez homogène d'une forteresse dotée de courtines, de tours et de meurtrières.
L'entrée est précédée du pont qui mène au bâtiment dont l'environnement principal est caractérisé par le portail en pierre construit avec un arc brisé, sur lequel se trouvent les armoiries nobles de Ruffo et la plaque célébrant la restauration du château réalisée au XVIe siècle.
Après avoir passé le hall d'entrée à voûte surbaissée, une cour s'ouvre et de là, en suivant le grand escalier, on atteint l'entrée de la résidence. Celle-ci est dotée de grandes salles, ayant appartenu à l'une des familles les plus riches et les plus importantes du royaume de Naples.

### Le phare

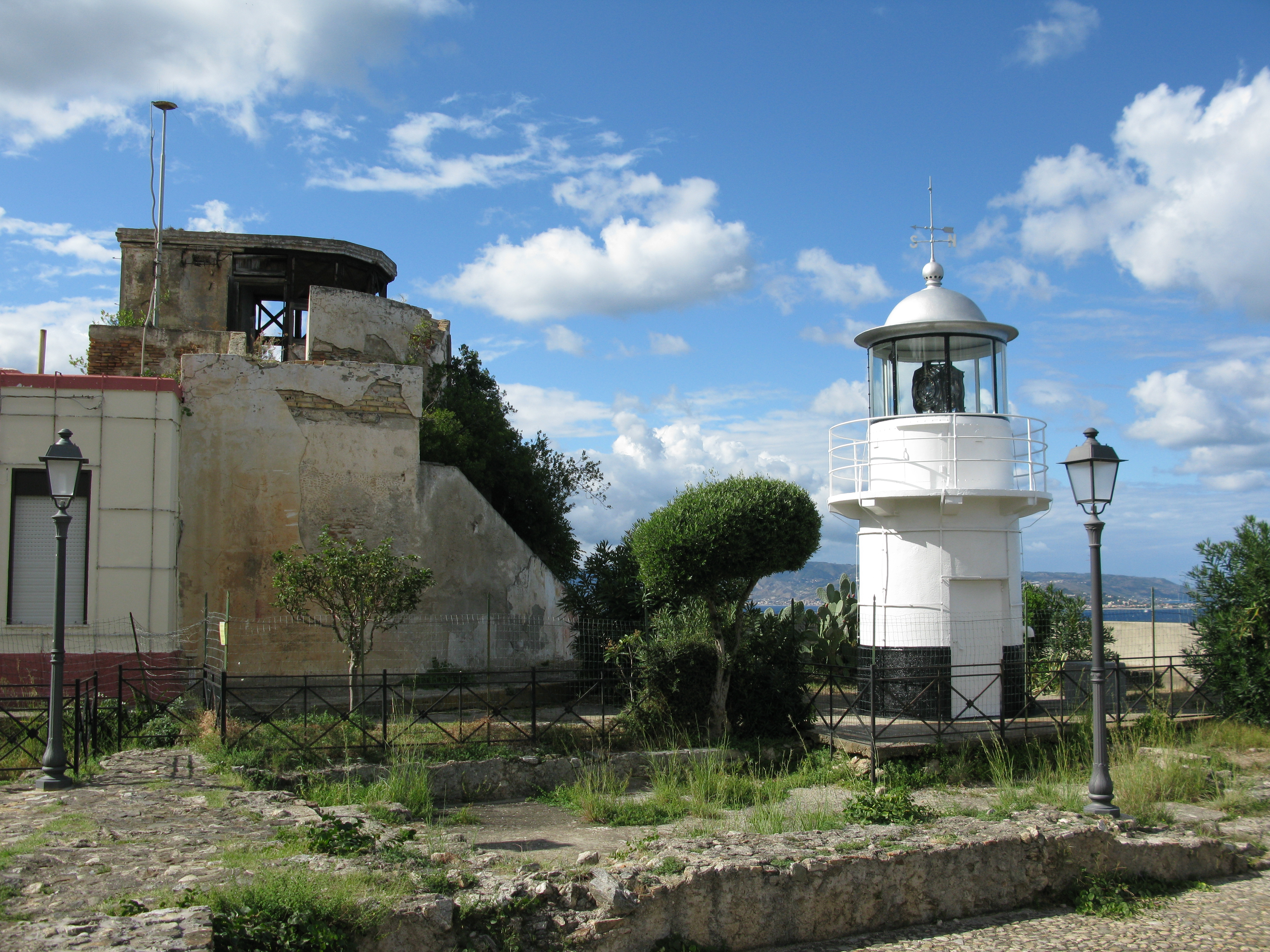
Le phare de Scilla.

Compte tenu de la position dominante du château sur le détroit de Messine, un phare fut construit en 1913 pour servir de référence aux navires traversant le détroit. Le phare de Scilla, une petite tour blanche à base noire, est toujours en activité et est géré par la Marina Militare.

## Galerie

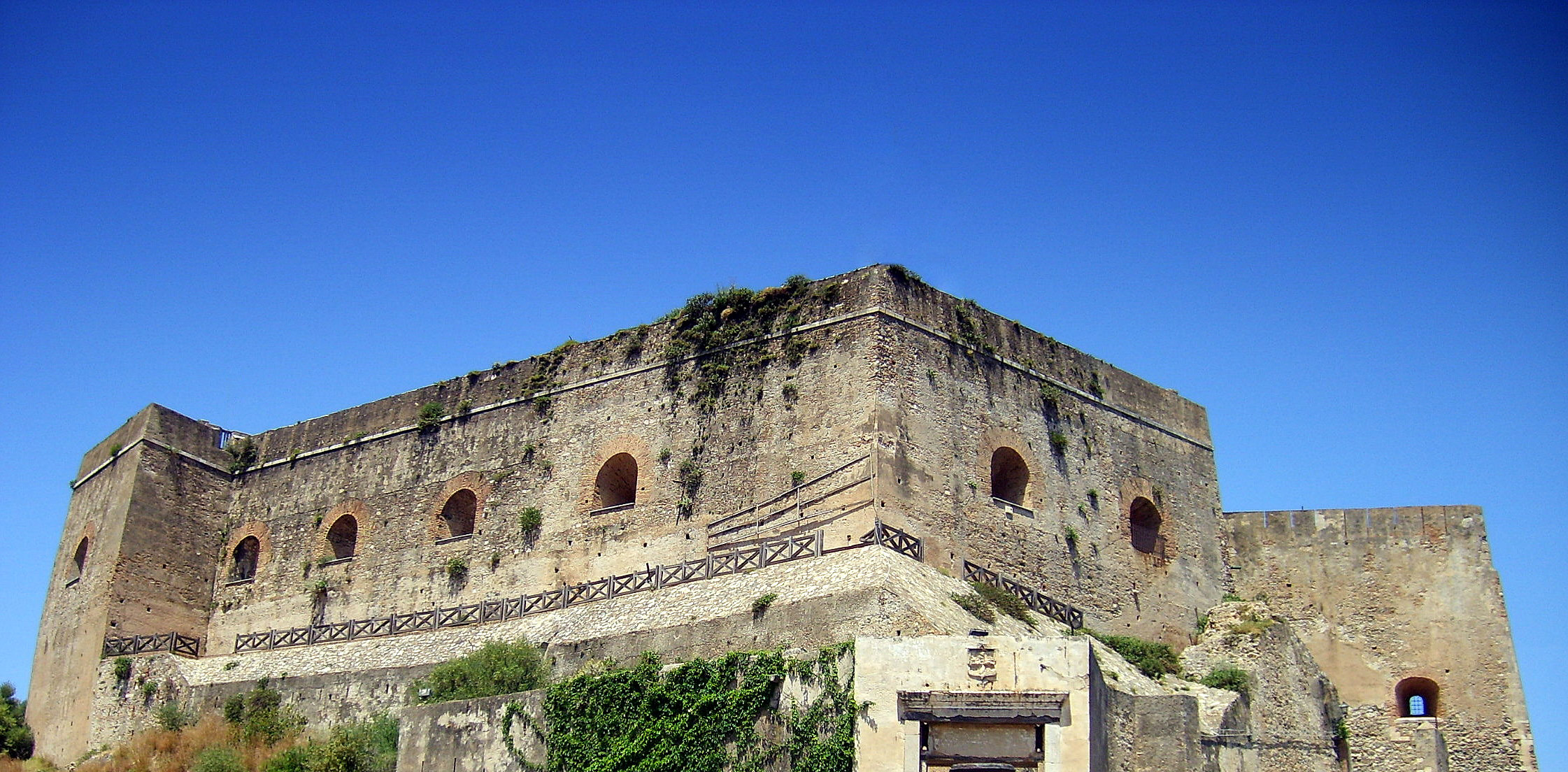
La forteresse.
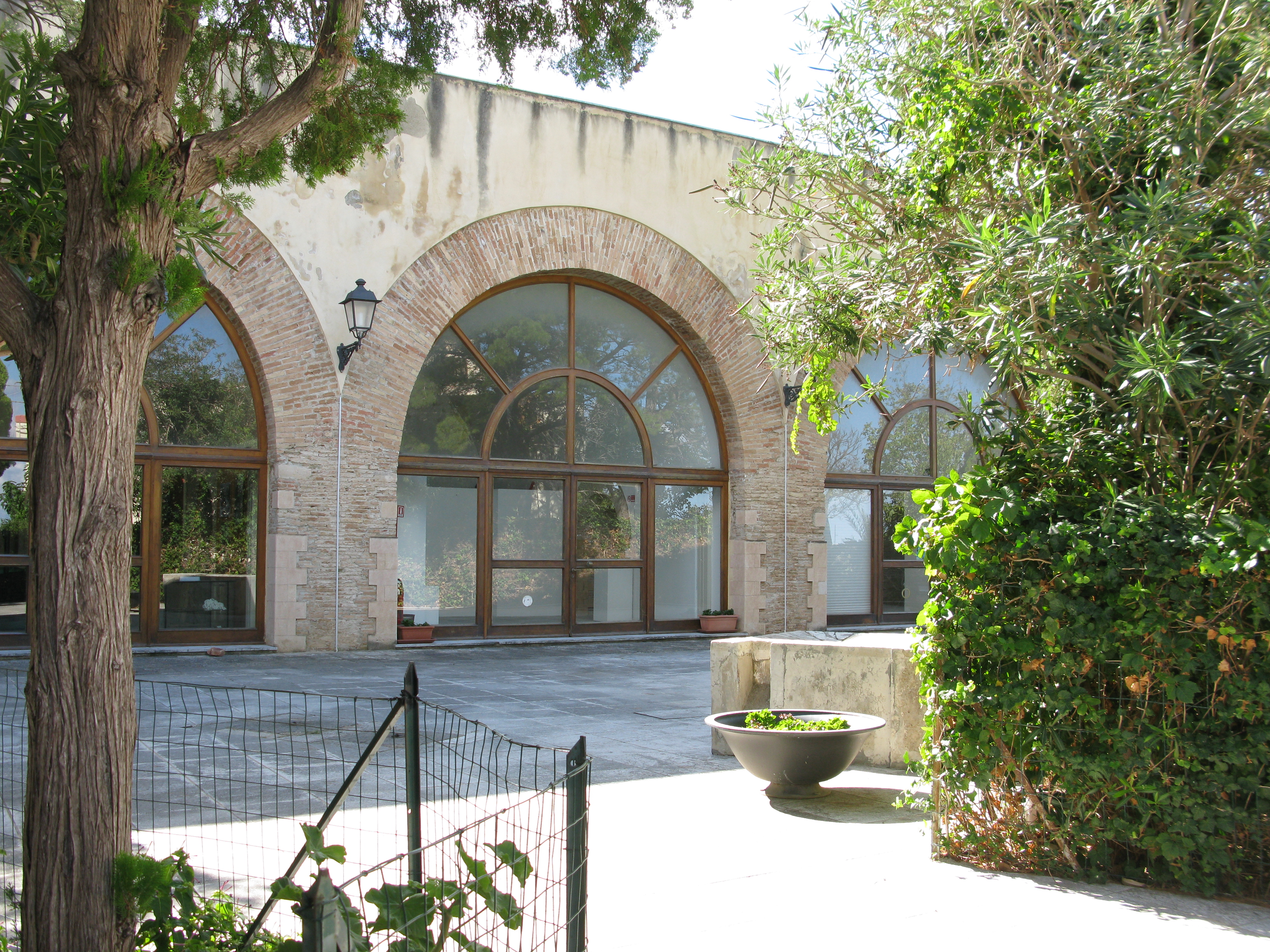
Salle d'exposition.